# 대기오염현상
대기오염현상 또는 대기오염사건(Air pollution episode)은 넓은 지역에 걸쳐 높은 수준의 대기 오염을 초래하는 배출과 기상의 비정상적인 조합이다. 대기 오염 사례의 예는 다음과 같다.
- 1930년 뫼즈 계곡 안개
- 1939년 세인트 루이스 스모그
- 1948년 도노라 스모그
- 1952년 런던 그레이트 스모그
- 1997년 인도네시아 산불
- 2005년 말레이시아 안개
- 2006년 동남아시아 안개
- 1984년 보팔 가스 누출 사고

## 같이 보기
- 스모그
- 연무
- 오존
- 미세먼지
- 대기 오염
- 역전층